# Кастелнуово Нигра
Кастелнуово Нигра (итал. Castelnuovo Nigra) је насеље у Италији у округу Торино, региону Пијемонт.
Према процени из 2011. у насељу је живело 125 становника. Насеље се налази на надморској висини од 830 м.

## Становништво
| 1936. | 1951. | 1961. | 1971. | 1981. | 1991. | 2001. | 2011. |
| ----- | ----- | ----- | ----- | ----- | ----- | ----- | ----- |
| 1.389 | 1.150 | 874   | 693   | 584   | 492   | 440   | 417   |